# Michael Owen
Michael James Owen (* 14. prosince 1979 Chester) je bývalý anglický profesionální fotbalista, který hrával na pozici útočníka. Svou profesionální kariéru ukončil v dresu anglického klubu Stoke City. Dříve hrával za Liverpool, Real Madrid, Newcastle United a Manchester United. Mezi lety 1998 a 2008 odehrál také 89 zápasů v dresu anglické reprezentace, ve kterých vstřelil 40 branek.
Byl vyhlášený svou rychlostí a skvělým zakončením. Těšil se z mnoha úspěchů jak individuálních tak klubových, mezi jeho největší úspěchy patří 1. místo v anketě Zlatý míč o nejlepšího fotbalového hráče působícího v Evropě v roce 2001. Pelé ho roku 2004 zařadil mezi 125 nejlepších žijících fotbalistů.

## Klubová kariéra

### Liverpool FC
V jeho dvanácti letech, kdy stále navštěvoval Hawardenskou střední, se o něj začaly zajímat přední anglické fotbalové kluby jako Arsenal, Chelsea nebo Manchester United.
S Liverpoolem podepsal smlouvu, jelikož mu zaručil dokončení studia na střední škole. V šestnácti dopomohl dorosteneckému týmu Liverpoolu získat FA Cup a o čtyři měsíce později po svých sedmnáctých narozeninách v prosinci 1996 podepsal svou první profesionální smlouvu.
Za barvy Liverpoolu debutoval v květnu 1997 v zápase proti Wimbledonu, kde nastoupil jako náhradník a ihned skóroval. Kvůli zranění Robbieho Fowlera dostal ihned důvěru trenéra Roye Evanse a sezónu 1997/98 zakončil s osmnácti zásahy jako nejlepší střelec Premier League, navíc byl zvolen jejím nejlepším hráčem. V hlasování novinářů byl zvolen nejlepším nováčkem roku. V utkání evropských pohárů poprvé nastoupil 16. září 1997, v rámci 1. kola Poháru UEFA proti Celtiku si připsal debutový gól při remíze 2:2 venku. První hattrick kariéry mezi dospělými profesionály vstřelil 18. listopadu proti Grimsby Town z nižší ligy při výhře 3:0 v osmifinále ligového poháru, tehdy zvaného Coca-Cola Cup. V této soutěži byl Liverpool později vyřazený v semifinále. V téže sezóně vstřelil i ligový hattrick – stalo se tak 14. února 1998 při remíze 3:3 v zápase s Sheffield Wednesday. Na Old Trafford 10. dubna vyrovnával na konečných 1:1 proti rivalovi, Manchesteru United. Toto ligové utkání nedohrál, neboť byl po červené kartě vyloučen. Mužstvo z Liverpoolu se v anglické lize umístilo třetí.
Na mistrovství světa ve fotbale ve Francii v roce 1998 byl největší hvězdou Anglie a proslavil se po celém světě, zejména díky gólu v zápase s Argentinou.
Na mistrovství navázal hned v srpnu, kdy si odnesl cenu pro nejlepšího hráče ligy za daný měsíc, poté co se zaskvěl mimo jiné hattrickem proti Newcastle United v rozmezí 15 minut prvního poločasu při výhře 4:1. Proti Nottingham Forest 24. října zaznamenal při vítězství 5:1 dokonce čtyři góly. Na konci roku – den před 19. narozeninami – obdržel ocenění pro sportovní osobnost roku podle BBC. Podruhé za sebou získal Zlatou kopačku Premier League.
Sezóna 2000/01 přinesla Liverpoolu zisk pohárového treblu – trojí triumf v Poháru UEFA, Poháru FA a ligovém poháru. Owen vstřelil celkově 24 gólů za 46 zápasů a trofeje z této sezóny patří k jeho největším úspěchům kariéry. Finále ligového poháru – onehdy zvaného Worthington Cup – pozoroval z lavičky náhradníků, jelikož trenér Gérard Houllier upřednostnil dvojici Robbie Fowler—Emile Heskey. Liverpool v penaltovém rozstřelu uspěl v únoru 2001 proti Birminghamu. Ve finále o FA Cup 12. května prohrával Liverpool na Millennium Stadium v Cardiffu s Arsenalem 0:1, v poslední desetiminutovce však Owen dvěma góly přiklonil vítězství na stranu svého týmu. O čtyři dny později vyhrál Pohár UEFA, když s Liverpoolem zvítězil nad Deportivo Alavés výsledkem 5:4 v utkání, v němž rozhodoval zlatý gól. Ačkoliv neskóroval, připsal si dvě asistence.
Další sezónu zahájil hattrickem do sítě FC Haka ve třetím předkole Ligy mistrů UEFA odehraném 8. srpna 2001. Čtyři dny nato pomohl vyhrát 2:1 nad Manchesterem United a získat anglický superpohár, FA Charity Shield. Dne 24. srpna vybojoval Liverpool také evropský Superpohár UEFA, když jako vítěz Poháru UEFA porazil 3:2 vítěze Ligy mistrů, Bayern Mnichov. Owen se proti německému celku jednou zapsal na listinu střelců a dvakrát pak v úvodním střetnutí ligy proti West Hamu. Proti Evertonu 15. září se poprvé gólově prosadil v Merseyside derby ve vítězném utkání, které skončilo 3:1. Liverpool se zapojil do bojů o titul, když od poloviny září do poloviny prosince nenarazil v Premier League na přemožitele. Na dobu jednoho měsíce se musel obejít bez Owena, který se v září zranil. Ten krátce poté podepsal novou smlouvu na čtyři roky. Návrat se mu povedl – dne 27. října se gólem podílel na výhře 2:0 proti Charltonu. Na půdě West Hamu 29. prosince vstřelil při remíze 1:1 svůj 100. gól za Liverpool.
V prosinci se stal prvním hráčem Liverpoolu a po 22 letech prvním fotbalistou z Britských ostrovů od Kevina Keegana (též bývalým hráčem Liverpoolu), který získal Zlatý míč pro nejlepšího fotbalistu Evropy. V sezóně 2001/02 držel bilanci jednoho gólu na 1,5 zápasu, Liverpool ovšem ligu neopanoval a skončil druhý za Arsenalem.
V březnu 2002 vyjádřil zájem o jeho služby klubový prezident Realu Madrid Florentino Pérez. Ten prohlásil, že „Owen může být jedním z nejlepších hráčů světa a nejlepší hráči musí hrát za Real Madrid.“
Liverpool si 2. března 2003 zahrál o ligový pohár s Manchesterem United. Pár minut před koncem Owen zvyšoval na konečných 2:0 a Worthington Cup získal podruhé. V boji o příčky zaručující Ligu mistrů porazil Liverpool dne 26. dubna 2003 již sestupující West Bromwich Albion 6:0. Zasloužil se o to především útok Michael Owen—Milan Baroš. Samotný Owen vstřelil čtyři góly, tím druhým se jako desátý v dějinách zařadil mezi fotbalisty se 100 góly v Premier League. Ve věku 23 let, 4 měsíců a 12 dní toho dosáhl jako vůbec nejmladší. Závěrečné ligové kolo na hřišti Chelsea 11. května bylo označeno za „zápas o 20 milionů liber“, neboť bylo přímým soubojem o Ligu mistrů mezi oběma týmy. Owen nedokázal zabránit porážce 1:2 a pátý Liverpool tak čekal jen Pohár UEFA. V sezóně 2002/03 odehrál 54 soutěžních utkání – více než v kterékoliv jiné sezóně.
Když vyrovnával na 1:1 proti Olimpiji Lublaň, vstřelil 21. gól v evropských pohárech. Stanovil nový rekord Liverpoolu, držitel dosavadního rekordu Ian Rush totiž vstřelil 20 gólů za 38 utkání (Owen potřeboval 45 utkání). Na půdě slovinského celku tak v 1. kole Poháru UEFA odvracel porážku.
V srpnu 2004 se stal za 8 milionů eur posilou v útoku Realu Madrid kam odešel, i když mu ještě zbýval rok do vypršení kontraktu v Liverpoolu. Jak později sám přiznal, chtěl poznat jinou než anglickou ligu.

### Real Madrid
V Realu měl ale pomalý start, ze začátku seděl hlavně na střídačce a novináři byl stále kritizován za nedostatek formy. Úspěchy anglické reprezentace v říjnu 2004 jej dostaly do dobré formy a úspěchy začaly přicházet i v Realu. Tehdy v zápase Ligy mistrů vstřelil důležitý gól do sítě Dynama Kyjev. Jeho forma začala stoupat, v dalším zápase La Ligy vstřelil jediný gól utkání a Real díky této trefě zvítězil 1:0. V sezóně vstřelil 13 gólů.
Přesto se v srpnu 2005 začalo spekulovat o jeho odchodu z Realu. Zájem ihned projevily anglické týmy a Real mu dal jasně najevo, že i když byl v sezóně lepším střelcem než Ronaldo, dostane Brazilec přednost.
Dne 24. srpna 2005 oznámil Newcastle United, že jej za 17 milionů eur koupil.

### Newcastle United FC
Dne 24. srpna 2005 oznámil Newcastle United přestup Owena za částku 17 milionů liber, pro klub z hrabství Tyne and Wear rekordní. 31. srpna 2005 podepsal Owen čtyřletý kontrakt navzdory spekulacím, že by se mohl vrátit do Liverpoolu. Na oficiální představení hráče dorazilo přes 15 tisíc fanoušků. Debutoval 10. září v domácím remízovém (1:1) ligovém střetnutí proti Fulhamu. Ač neskóroval, srovnávací gól padl z přímého kopu Charlese N'Zogbii uděleného po faulu na něj. Premiérovou trefu zaznamenal ve svém druhém utkání na půdě Blackburnu 18. září. Výsledek 3:0 přisoudil týmu první tříbodový zisk v nové sezóně. V zápase proti West Hamu 17. prosince zaznamenal hattrick.
Byl velice nešťastný, když se 31. prosince 2005 těžce zranil v zápase proti Tottenhamu Hotspur. Byl operován a nesměl hrát až do března, léčba však neprobíhala tak, jak si všichni představovali, proto v březnu podstoupil další operaci. Do zápasového tempa se vrátil až na konci dubna, kdy střídal v zápase proti Birminghamu City. Po zápase však přiznal že není se svou nohou úplně spokojený.
Zranění přivozené na světovém šampionátu v Německu jej připravilo o fotbal na řadu měsíců. Tím se opět podnítila debata o kompenzaci pro kluby, jsou-li hráči zraněni při mezinárodních utkáních. Newcastle se dostal do sporu jak s anglickou asociací FA, tak s mezinárodní asociací FIFA. Klub žádal plnou úhradu Owenova platu (údajně 115 tisíc liber týdně) zpočátku ovšem inkasoval zhruba polovinu. Úhradu požádal i za útočníka Obafemi Martinse pořízeného za 10 milionů liber, který představoval náhradu za indisponovaného Owena. Obě strany sporu se nakonec dohodly – FIFA uvedla kompenzaci 6-7 milionů liber, klub uvedl sumu 10 milionů liber.

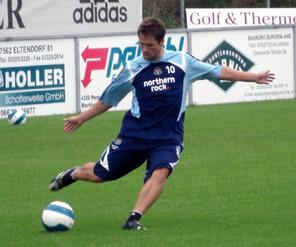
Michael Owen na tréninku v roce 2007

Soutěžní utkání si znovu zahrál 30. dubna 2007 po desetiměsíční absenci. Po sedmi minutách vstřelil gól, rozhodčí jej ovšem pro ofsajd neuznal. Owen nedokázal zabránit ligové porážce 0:1 od Readingu. Do konce ročníku stihl jen další dvě utkání.
V ligovém poháru zvaném Carling Cup proti Barnsley 29. srpna 2007 vstřelil soutěžní gól po 20 měsících a přispěl k výhře 2:0 zajišťující postup do třetího kola. Proti Wiganu 1. září vstřelil jediný gól a v utkání měl i jiné šance. Dne 16. ledna 2008 otevřel skóre pohárového utkání o FA Cup proti Stoke City. Toto utkání bylo prvním pod novým trenérem Kevinem Keeganem, poté co byl propuštěn Sam Allardyce. Po výsledku 4:1 postoupil Newcastle do dalšího kola, v němž padl (stejně jako v poháru ligovém) s Arsenalem. Keegan mu záhy přidělil kapitánskou pásku. Dne 20. dubna 2008 se stal hrdinou střetnutí se Sunderlandem v Tyne–Wear derby, poté co vstřelil před domácím publikem oba góly při výhře 2:0. Boj o udržení mezi elitou skončil zdarem, Owen tomu napomohl 11 ligovými góly, byl tudíž nejlepším střelcem svého týmu.
Do sezóny 2008/09 vstupovali Magpies s ještě více možnostmi do útoku – vedle Owena a jeho častých partnerů Marka Viduky a Obafemiho Martinse dorazili postupně Xisco a Peter Løvenkrands, mezi dospělými se začal prosazovat Andy Carroll a již přítomni byli Shola Ameobi a Alan Smith. Owen se herně trápil obdobně jako celý Newcastle, který boj o záchranu tentokrát prohrál. Útočníkovi na konci června skončila smlouva a se sestupujícím týmem neměl zájem ji prodloužit. Odešel tudíž jako volný hráč.

### Stoke City FC
Podepsáním jednoroční smlouvy se 4. září 2012 stal hráčem Stoke City. Byl mu přidělen dres s číslem 10, který před ním nosil odchozí Ricardo Fuller. Owen debutoval 15. září při remíze 1:1 s Manchesterem City. Vstupu do sezóny 2012/13 opět překážely zdravotní problémy. Jediný gól za Stoke vstřelil 19. ledna 2013 proti Swansea City, nezamezil však prohře 1:3. Stal se sedmým hráčem, který kdy dosáhl na metu 150 gólů v novodobé éře Premier League.
Pod koučem Tonym Pulisem se do hry příliš nedostával, jednak kvůli nedostatečné fyzické kondici a jednak kvůli Pulisově preferenci vysokých útočníků. Dne 19. března oznámil svůj záměr ukončit po konci sezóny kariéru. Profesionální kariéru ukončil 19. května 2013 v posledním ligovém kole v zápase se Southamptonem (remíza 1:1). V době svého příchodu na hřiště se dočkal potlesku ve stoje od obou diváckých táborů. Mužstvo z hrabství Staffordshire se v lize umístilo třinácté. Celkem nastoupil za Stoke City v 8 ligových utkáních (vždy jako náhradník) a vstřelil jeden gól.

## Reprezentační kariéra

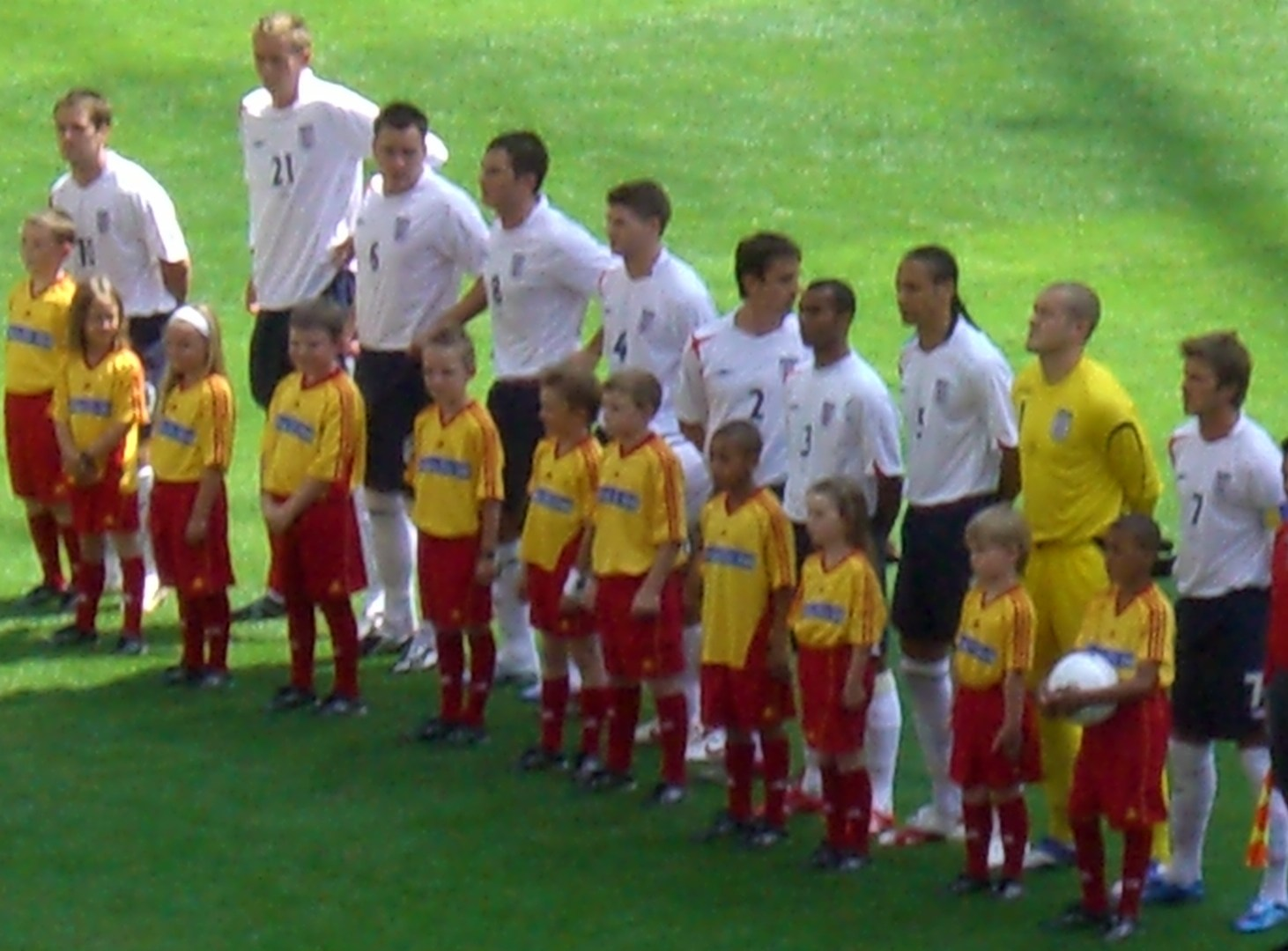
Owen s číslem 10 na MS 2006 proti Paraguayi

Za seniorskou reprezentaci Anglie mezi roky 1998 až 2008 nastoupil v 89 utkáních, během nichž vstřelil 40 gólů. Mezi reprezentačními střelci mu v roce 2025 patřilo šesté místo. (Před ním jsou Harry Kane, Wayne Rooney, Bobby Charlton, Gary Lineker a James Greaves. Mezi nejvytíženějšími anglickými fotbalisty mu v roce 2025 náleželo 11. místo.
Zúčastnil se tří mistrovství světa – roku 1998 ve Francii, roku 2002 v Japonsku a Jižní Koreji a roku 2006 v Německu. Dvakrát se zúčastnil mistrovství Evropy – zahrál si Euro 2000 v Nizozemsku a Belgii a Euro 2004 v Portugalsku.
V říjnu 1997 se prvně objevil na reprezentačním srazu mezi dospělými. Trenér Glenn Hoddle ho poprvé nominoval na utkání 2. února 1998. O devět dní později se stal nejmladším reprezentantem Anglie ve 20. století, když nastoupil od začátku utkání proti Chile. V přípravném předturnajovém utkání proti Maroku 27. května vstřelil jediný gól a zařídil výhru 1:0.
Byl nejmladším ve výběru trenéra Glenna Hoddleho pro světový šampionát pořádaný roku 1998 Francií. Když jako střídající hráč vkročil na hřiště úvodního skupinového utkání proti Tunisku, stal se ve věku 18 let a 183 dní historicky nejmladším fotbalistou Anglie na světovém mistrovství. Proti Rumunsku o týden později jako střídající vyrovnával na 1:1 a stal se tak nejmladším skórujícím Angličanem na takovém turnaji. Avšak porážce 1:2 nezabránil. V závěrečném třetím utkání skupiny proti Kolumbii se stal nejmladším Angličanem na mistrovství světa, který kdy nastoupil v základní sestavě. Jeden ze svých nejslavnějších gólů kariéry vstřelil 30. června v osmifinále proti Argentině. Prosadil se po individuální akci, která náležela k ozdobám celého mistrovství, a poslal mužstvo do vedení 2:1. Osmifinále dospělo do penaltového rozstřelu, ve kterém sice Owen svoji penaltu proměnil, jeho krajan David Batty však selhal a anglické mužstvo dále nepostoupilo.
Patřil mezi účastníky evropského turnaje Euro 2000. V průběhu úvodního střetnutí skupiny 12. června proti Portugalsku byl trenérem Kevinem Keeganem o poločasové přestávce za nerozhodného stavu kvůli zranění vystřídán. Anglie v zápase přišla o vedení 2:0 a prohrála nakonec 2:3. Pět dní nato proti obhajujícímu Německu opět nastoupil v útoku po boku kapitána Alana Shearera, který rozhodl o výhře 1:0. Sám Owen po zákroku brankáře Olivera Kahna nastřelil tyč. Navzdory jeho trefě do sítě Rumunska 20. června podlehli Angličané svému soupeři 2:3 a z turnaje byli vyřazení už ve skupině.
Owen převzal roli hlavní ofenzivní hrozby pro soupeřovu obranu, neboť Shearer ukončil reprezentační kariéru. V kvalifikaci na mistrovství světa se trefil šestkrát. V jednom ze svých nejzdařilejších utkání vstřelil hattrick proti Německu na jeho půdě. Stalo se tak 1. září 2001 na Olympijském stadionu v Mnichově při kvalifikační výhře 5:1. V dubnu 2002 poprvé navlékl pásku kapitána, když zastoupil zraněného Davida Beckhama. Byl tak nejmladším kapitánem Albionu od dob Bobbyho Moorea, který hájil anglický dres v 60. letech.
Trenér Sven-Göran Eriksson jej zařadil na soupisku pro závěrečný turnaj, který se v roce 2002 konal v Asii. Společně s Beckhamem patřil Owen mezi anglické hvězdy, které se mohly věhlasem rovnat těm nejlepším, jako byli Zinédine Zidane a Ronaldo. V zápasech takzvané „skupiny smrti“ čítající Švédsko, Argentinu a Nigérii vyšel střelecky naprázdno, jedním gólem však 15. června podpořil osmifinálovou výhru 3:0 nad Dánskem. Ve čtvrtfinále odehraném 21. června otevíral skóre proti Brazílii, když využil zaváhání stopera Lúcia. Brazílie však utkání otočila a Anglii po výsledku 2:1 vyřadila.
Portugalskem pořádané Euro 2004 začalo pro Anglii prohrou s Francií. Trenér Eriksson spároval v útoku Owena s osmnáctiletým Waynem Rooneym, jenž se zařadil mezi vycházející hvězdy světového fotbalu. Ve druhém skupinovém utkání 18. června při výhře 3:0 proti Švýcarsku nahrával Owen na Rooneyho branku, jeho výkony však zklamávaly. Svůj jediný gól na turnaji vstřelil 24. června ve třetí minutě čtvrtfinále proti Portugalsku. Tímto se stal prvním Angličanem, který skóroval na čtyřech velkých turnajích po sobě, čímž překonal dosavadního rekordmana Geoffa Hursta. V závěrečných minutách za nerozhodného stavu trefil břevno, po kterém zdánlivě vstřelil gól Sol Campbell. Avšak gól rozhodčím nebyl uznán. Čtvrtfinále dospělo do penaltového rozstřelu, ve kterém sice Owen svoji penaltu zvládl, Anglie však byla přesto vyřazena.
Vzhledem k natrženému přednímu vazu, což bylo poranění, které utrpěl v druhé minutě v utkání proti Švédsku na mistrovství světa ve fotbale v Německu se předpokládalo, že nebude moci hrát přibližně jeden rok. V dubnu 2007 se vrátil na trávník, kde se představil opět ve výborné formě, proto si zahrál už i dva reprezentační zápasy s Brazílií a Estonskem.
Naposledy reprezentoval v přátelském zápasu s Francií v březnu 2008 ve svém jediném utkání pod trenérem Fabiem Capellem. Anglie se na následující Euro 2008 nekvalifikovala.

## Úspěchy
Zdroj:

### Klubové
Liverpool FC
- vítěz anglického Poháru FA (1×) – 2000/01
- vítěz anglického ligového poháru (2×) – 2000/01, 2002/03
- vítěz anglického superpoháru FA Charity Shield (1×) – 2001
- vítěz Poháru UEFA (1×) – 2000/01
- vítěz evropského Superpoháru UEFA (1×) – 2001

Newcastle United FC
- vítěz Poháru Intertoto (1×) – 2006

Manchester United FC
- vítěz anglické Premier League (1×) – 2010/11
- vítěz anglického ligového poháru (1×) – 2009/10
- vítěz anglického superpoháru FA Charity Shield (1×) – 2010

### Individuální
- Zlatý míč – 2001[13]
- Nejlepší hráč světa podle World Soccer – 2001[52]
- Hráč měsíce Premier League – srpen 1998[3]
- Hráč sezóny Premier League – 1997/98[3]
- Nejlepší střelec anglické Premier League / Zlatá kopačka – 1997/98 (18 gólů), 1998/99 (18 gólů)[3]
- Mladý hráč roku Premier League podle PFA – 1997/98[4]
- Tým roku Premier League podle PFA – 1997/98
- Nejlepší jedenáctka podle ESM – 2000/01[53]
- Nejlepší mladý hráč mistrovství světa – 1998[54]
- Sportovní osobnost roku podle BBC – 1998[5]
- FIFA 100[2]

## Osobní život
Narodil se Jenette a Terrymu Owenovým v nemocnici v Chesteru. Má dva starší bratry, Andrewa a Terryho Jr, starší sestru Karen a mladší sestru Lesley.
Jeho otec dříve hrál v Evertonu FC, kde poté chodil i se syny fandit. Když mu bylo sedm let, přesvědčil otec Terry manažera klubu Mold Alexandra, aby jej nechal hrát v jeho klubu, než mu bude deset let.
Byl o dost mladší než ostatní chlapci a také byl o hodně menší, přesto se velice brzy projevilo jeho mimořádné nadání, proto hrál ve většině utkání. Později hrál i v týmu své základní školy, kde pokořil všechny někdejší školní rekordy a to hned ve své první sezóně. Střední školu navštěvoval v Hawardenu, kde také hrál za místní tým. Jeho rekordy a schopnosti začaly přitahovat skauty z celé Anglie.